# Cumbayá Fútbol Club
El Cumbayá Fútbol Club, es un club deportivo ecuatoriano originario de la ciudad de Quito, fundado el 31 de mayo de 1970. Actualmente participa en la Serie B de Ecuador. Está afiliado a la Asociación de Fútbol No Amateur de Pichincha.
El club juega sus partidos de local en el Estadio Olímpico Atahualpa, donde comparte localía con El Nacional, Universidad Católica, Cuniburo, América y Deportivo Quito. El estadio, conocido como «El Coloso del Batán», tiene una capacidad de 35 258 personas y es propiedad de la Concentración Deportiva de Pichincha (concesionado por el Municipio del Distrito Metropolitano de Quito). En este recinto es donde habitualmente desempeña su localía la selección de fútbol femenino de Ecuador.

## Historia
El Club Deportivo Los Loros, antecedente del actual Cumbayá Fútbol Club, fue establecido el 31 de mayo de 1970. Tras su última participación en 2016 en el torneo de Segunda Categoría de Fútbol profesional de Pichincha, en el año 2020 se refunda al Club, asumiendo una nueva administración, con un enfoque enmarcado en el desarrollo y posicionamiento institucional en la provincia de Pichincha.
Logrando logros deportivos y fortalecimiento la estructura de divisiones formativas a fin de lograr a mediano plazo un equipo formador de jugadores profesionales a nivel nacional e internacional.
Durante la temporada 2020, el club quedó vicecampeón de la Segunda Categoría 2020 y se ascendió a la Serie B de Ecuador 2021.
El 23 de septiembre del 2021, asciende a la división de honor del fútbol ecuatoriano, tras ganarle al Independiente Juniors por 2 a 1. En consecuencia, el Cumbayá se convierte en el nuevo inquilino de la Serie A.
El club pichinchano debutó en la Serie A en el 2022 por primera vez en su historia. Su primer rival, será Independiente del Valle, en condición de local. En la segunda fecha de la LigaPro, Cumbayá obtuvo su primera victoria en la primera división del fútbol ecuatoriano tras imponerse al recién ascendido Gualaceo como visitante por 1 a 0 y en la quinta fecha de la LigaPro, Cumbayá obtuvo su primera victoria de local en la primera división del fútbol ecuatoriano tras imponerse a Técnico Universitario como local por 2 a 0 en el Estadio Olímpico Atahualpa. El 30 de noviembre del 2024 al perder goleado por 6-4 contra Delfín la escuadra pichinchana descendió a la Serie B por primera vez después de permanecer por 3 años consecutivos en la Serie A.
Para el torneo 2025 participará en el Torneo Liga Pro Serie "B" y jugará de local en la ciudad de Cayambe, estadio Guillermo Albornoz.

## Uniforme

### Evolución del uniforme titular
| 2020 | 2021-I | 2021-II | 2022 | 2023 | 2024 |

### Evolución del uniforme alterno
| 2020 | 2021 | 2022 | 2023 | 2024 |

### Evolución del tercer uniforme
| 2022 | 2023 | 2024 |

## Jugadores

### Plantilla 2025
- Última actualización: 20 de marzo de 2025.

#### Altas y bajas Primera etapa 2024
- Última actualización: 7 de febrero de 2024.

| Altas               |                |                        |                       |
| Jugador             | Posición       | Procedencia            | Tipo                  |
| Joaquín Pucheta     | Guardameta     | C. D. Macará           | Libre                 |
| Christian Cepeda    | Defensa        | C. A. Los Andes        | Libre                 |
| Teodoro Paredes     | Defensa        | Sportivo San Lorenzo   | Libre                 |
| Darwin Suárez       | Defensa        | Unibolívar             | Libre                 |
| Esteban Reyes       | Centrocampista | Chacaritas             | Libre                 |
| Jhomil Delgado      | Centrocampista | El Nacional            | Libre                 |
| Darío Bone          | Centrocampista | Técnico Universitario  | Libre                 |
| Carlos Monges       | Delantero      | Universidad San Martín | Libre                 |
| Leandro Yépez       | Delantero      | Deportivo Quito        | Libre                 |
| Bajas               |                |                        |                       |
| Jugador             | Posición       | Destino                | Tipo                  |
| Cristhofer Intriago | Guardameta     | Bandera de ?           | Fin de contrato       |
| Jorge González      | Defensa        | Resistencia S. C.      | Fin de contrato       |
| Jefferson Sierra    | Defensa        | Deportivo Quito        | Fin de contrato       |
| Fabrício Bagüí      | Defensa        | Deportivo Quito        | Fin de contrato       |
| Víctor Narváez      | Defensa        | Deportivo Quito        | Fin de contrato       |
| Stalyn Viveros      | Defensa        | Deportivo Quito        | Fin de contrato       |
| Andy Velasco        | Defensa        | Liga de Quito          | Rescisión de contrato |
| Adrián Vera         | Centrocampista | Manta F. C.            | Fin de contrato       |
| Daniel Néculman     | Delantero      |                        | Retiro                |

## Datos del club
- Puesto histórico: 39.° (37.° según la RSSSF)[6]
- Temporadas en Serie A: 3 (2022-2024)
- Temporadas en Serie B: 2 (2021, 2025)
- Temporadas en Segunda Categoría: 8 (2013-2020)
- Mejor puesto en la liga:
- Peor puesto en la liga: 16.º (2024).
- Mayor goleada a favor en torneos nacionales:
- Mayor goleada en contra en torneos nacionales:
  - 8 - 1 contra Barcelona (10 de noviembre de 2024).[7]
- Máximo goleador histórico:
- Máximo goleador en torneos nacionales:
- Primer partido en torneos nacionales:
  - Cumbayá 0 - 1 Independiente del Valle (20 de febrero de 2022 en el Estadio Olímpico Atahualpa).

## Palmarés

### Torneos nacionales
| Competición                        | Títulos | Subcampeonatos |
| ---------------------------------- | ------- | -------------- |
| Serie B de Ecuador (1/0)           | 2021.   |                |
| Segunda Categoría de Ecuador (0/1) |         | 2020.          |

### Torneos provinciales
| Competición                          | Títulos     | Subcampeonatos |
| ------------------------------------ | ----------- | -------------- |
| Segunda Categoría de Pichincha (2/2) | 2019, 2020. | 2015, 2018.    |